# Acacia hildebrandtii
Acacia hildebrandtii är en ärtväxtart som först beskrevs av Wilhelm Vatke, och fick sitt nu gällande namn av Emmanuel Drake del Castillo. Acacia hildebrandtii ingår i släktet akacior, och familjen ärtväxter. Inga underarter finns listade i Catalogue of Life.